# Liutivka, Snovsk
Liutivka (în ucraineană Лютівка) este un sat în comuna Nîzkivka din raionul Snovsk, regiunea Cernihiv, Ucraina.

## Demografie
Componența lingvistică a localității Liutivka
     Ucraineană (90,16%)
     Rusă (9,84%)
Conform recensământului din 2001, majoritatea populației localității Liutivka era vorbitoare de ucraineană (90,16%), existând în minoritate și vorbitori de rusă (9,84%).